# 2061 – Tredje rymdodyssén
2061 – Tredje rymdodyssén (engelska: 2061: Odyssey Three) är en science fiction-roman från 1987 av Arthur C. Clarke. Den är den tredje boken i serien Rymdodysséerna.

## Handling
Berättelsen skildrar Heywood Floyds äventyr från Halleys komet passage i Solsystemets inre delar år 2061, till Jupiters naturliga satellit Europa.